# Oriana Méndez
Oriana Méndez nacida en Vigo el 28 de octubre de 1984, es una filóloga, poeta y política española.

## Trayectoria
Hija del escritor Xosé Luis Méndez Ferrín y de Moncha Fuentes. Licenciada en Filología Gallega por la USC, su labor poética comenzó en el año 2000 en la revista cultural A Caramuxa, de Noya. A esa intervención le seguirán colaboraciones en publicaciones colectivas de grupos como Burla Negra, y en la revista Mealibra, así como en numerosos recitales poéticos y proyectos de acción poética, como "La revuelta de las letras" que tuvo lugar en Santiago de Compostela con el motivo del Día de las Letras Gallegas del año 2009.
Participó, además, en diversas mesas redondas y encuentros sobre poesía, como en el III Encuentro de nuevos escritores, o en la mesa de poesía del ciclo Escritores en la Universidad, organizados ambos por la Asociación de Escritores en Lengua Gallega (AELG).
En el año 2003 colaboró en la elaboración del libro Xuro que nunca volverei pasar fame publicado por Redes Escarlata, organización de la que también es miembro.
En 2014 ganó el Premio de poesía Ayuntamiento de Carral con el poemario O que precede a caída é branco.
En el año 2019 ganó el premio del quinto certamen de poesía Rosalía de Castro de Padrón con su obra O corazón pronúnciase extenso. En 2020 ganó el premio de poesía Afundación con su obra Interna.
Actualmente, trabaja en el IES Pino Manso (Porriño), como profesora de gallego.
En las Elecciones municipales de España de 2019 fue elegida concejala en el ayuntamiento de Vigo por la lista electoral de Marea de Vigo .

## Obras

### Poesía
- Derradeiras conversas co Capitán Kraft. Galaxia, 2007.
- Cero. Galaxia, 2011.
- O que precede a caída é branco. Espiral Maior, 2015.
- Interna. PEN Galicia, Junta de Galicia y Afundación, 2020.
- O corazón pronúnciase extenso. Espiral Maior, 2021.
- chairas sucesións. Chan da Pólvora, 2023.

### Obras colectivas
- Xuro que non volverei pasar fame. Difusora, 2003.
- Letras novas. Asociación de Escritores en Lingua Galega, 2008.
- En defensa do Poleiro. Toxosoutos, 2010.
- Novas de poesía. 17 poetas, Fundación Uxío Novoneyra, 2013.
- 150 Cantares para Rosalía de Castro, 2015, libro electrónico.
- De Cantares Hoxe. Os Cantares Gallegos de Rosalía de Castro no século XXI, 2015, Fundación Rosalía de Castro/Radio Galega.